# Motown
Motown este o casă de discuri americană deținută de Universal Music Group. A fost fondată de Berry Gordy Jr. ca Tamla Records pe 12 ianuarie 1959, și încorporată ca Motown Record Corporation pe 14 aprilie 1960. Numele său, un portmanteau al motor și town, a devenit o poreclă pentru Detroit, unde a fost inițial sediul casei.
Motown a jucat un rol vital în integrarea rasială a muzicii distractive ca o casă deținută de afro-americani care a realizat success în crossover cu audiențe albe. În anii 1960, Motown și casele sale subsidiare (inclusiv Tamla-Motown, marca folosită în afara SUA) au fost cele mai proeminente experimente din ceea ce a devenit cunoscut drept sunetul Motown, un stil de muzică soul cu un recurs pop mainstream. Motown a fost casa de muzică soul cu cel mai mare succes, cu o valoare netă de 61 de milioane de $. În timpul anilor 1960, Motown a realizat 79 de recorduri în topul 10 al Billboard Hot 100 între 1960 și 1969.
Urmând evenimentelor protestelor în Detroit din 1967 și pierderii echipei cheie de producție/scrierii de cântece Holland–Dozier–Holland în acel an din dispute de plată, Gordy a relocat Motown în Los Angeles, California. Motown s-a extins în producția de film și televiziune. A fost o companie independentă până când a fost cumpărată de MCA Records în 1988. PolyGram a cumpărat casa de la MCA în 1993, urmat de succesorul MCA Universal Music Group, care a achiziționat PolyGram în 1999.
Motown a petrecut majoritatea anilor 2000 cu sediul în New York City ca parte a subsidiarelor UMG Universal Motown și Universal Motown Republic Group. Din 2011 până în 2014, a fost parte a diviziei The Island Def Jam Music Group a Universal Music. În 2014, însă, UMG a anunțat dizolvarea Island Def Jam și Motown s-a mutat înapoi în Los Angeles să opereze sub Capitol Music Group, operând acum în afara Capitol Tower. În 2018, Motown a fost introdusă în cadrul Rhythm and Blues Music Hall of Fame într-o ceremonie decernată la Muzeul Charles H. Wright.
În 2021, Motown s-a separat de Capitol Music Group să devină din nou o casă de sine stătătoare. Pe 29 noiembrie 2022, Ethiopia Habtemariam a anunțat că o să demisioneze ca președintă/directoare generală a Motown. Din 2023, casa are mai multe acte semnate precum City Girls, Diddy, Migos, Lil Baby, Lil Yachty, Smino, Vince Staples, YoungBoy Never Broke Again și mai mulți alți artiști în genurile hip-hop și R&B.